# هثر مارکس
هثر مارکس (به انگلیسی: Heather Marks)، متولد ۲۵ جولای سال ۱۹۸۸، مدلی کانادایی است که در دنیای مد او را به چشمان درشت، صورت عروسکی و قیافه پری وارش می‌شناسند.
چهره عروسکی او موجب شد تا کمپین‌های تبلیغی بسیاری که نیازمند به چهره‌های معصوم بودند درخواست‌های بسیاری از او برای کار داشته باشند.

## زندگی قبل از مدل شدن
مارکس متولد کلگری است و در همان شهر توسط صاحب «مد.مدلز» کلی استریت (Kelly Streit) در سن ۱۲ سالگی کشف شد. در آن سن قد او ۱۷۸ سانتیمتر بود. در آغاز او دعوت شد تا در آینده ای نزدیک مدل شود ولی تصمیم قطعی برای مدل شدن نداشت و چند ماهی در کارهای دفتر داری به خانم استریت کمک کرد.

## حرفه
در سن پانزده سالگی مارکس از تورنتو به نیویورک فرستاده شد و کار دفتر داری انجام می داد تا سر مقاله ای برای نسخه ایتالیایی مجله ی ووگ ارائه کرد.
سه سال بعد اولین نمایش لباسش را به عنوان مدل در برند ژیونشی کوتور (لاین لباس های دست ساز و گرانقیمت) ژیوانشی در بهار سال 2003 اجرا کرد.
در ادامه او کار مدلینگ برای لباس‌های آمادهٔ پوشیدن (Ready-To-Wear) را آغاز کرد و برای برندهای بسیاری مدل شد.
او همچنین برای کمپین‌های تبلیغاتی بسیاری به کار گرفته شد و جذابیت معصومانه اش را به نمایش گذاشت.
تصویر او بار ها بر جلد مجلات معروف مربوط به مد چاپ شده است.
او در سال 2012 در نسخه جدید فیلم تپهُ خاموش که بازی کامپیوتری معروفی از آن ساخته شده، تپه خاموش: مکاشفات تپه خاموش: مکاشفات ،
در نقش مکمل با نام "Suki" بازی کرده‌است.

## زندگی شخصی
در حال حاضر مارکس در دهکده گرینویچ نیویورک همراه با بولداگش که او را (تام بوی) صدا می زند، زندگی می‌کند.
او یک برادر به نام استفان (Stephen) و یک خواهر به نام تریسی (Tracy) دارد.
از علایق او اسنوبرد سواری و فوتبال است.

## آژانس‌ها
آژانس‌هایی که مارکس در آن‌ها فعالیت داشته:
- Mode Calgary/Edmonton/Portland (Mother Agency)
- Giovanni Model Management (Toronto)
- Women New York
- Women Milan
- Women Paris
- Select London
- Louisa Hamburg/Munich